# Andrea Chiurato
Andrea Chiurato (født 7. februar 1965 i Montebelluna) er en tidligere italiensk landevejscykelrytter.